# ميلو مارتن
ميلو مارتن هو نحات سويسري، ولد في 6 فبراير 1893 في مورس في سويسرا، وتوفي في 26 يوليو 1970 في لوزان في سويسرا.

## وصلات خارجية
- ميلو مارتن على موقع أوليمبيديا (الإنجليزية)